# Soldier Side
«Soldier Side» es una canción del álbum de estudio Hypnotize, de la banda armenio-estadounidense System of a Down. La canción también tiene una versión intro perteneciente al álbum Mezmerize.
La letra es relacionada con los hijos que van a las guerra militares. La canción tuvo una versión de Vitamin String Quartet para el álbum The String Quartet Tribute to System of a Down's Hypnotize.

## Personal
- Serj Tankian: voz, teclados.
- Daron Malakian: guitarra, voz, composición.
- Shavo Odadjian: bajo.
- John Dolmayan: batería.